# 朴光浩
朴光浩（韓語：한국어），党中央副委员长，2017年至2020年担任朝鲜劳动党宣传和动员部部长、朝鲜社会科学工作者协会委员长。